# Optat Scailquin
Optat Joseph Jean-Baptiste Scailquin ('s-Gravenbrakel, 10 augustus 1842 – Sint-Joost-ten-Node, 28 juli 1884) was een Belgisch volksvertegenwoordiger.

## Levensloop
Optat was een zoon van Jean-Baptiste Scailquin en van Célestine Van Rompaye. Jean-Baptiste was afdelingshoofd bij de administratie van Bruggen en Wegen. Optat trouwde met Léonie De Rijcker uit Brugge. Het paar bleef kinderloos.
Hij promoveerde tot doctor in de rechten (1862) aan de Universiteit van Luik en vestigde zich als advocaat in Brussel, waar hij stage liep bij de voorzitter van de Kamer, Désiré Vervoort.
Hij stelde zich in 1870 kandidaat voor de wetgevende verkiezingen in het arrondissement Zinnik, maar werd niet verkozen. Na nog twee vergeefse pogingen in Brussel, werd hij in 1879 liberaal volksvertegenwoordiger voor het arrondissement Brussel, in opvolging van Jules Anspach. Hij ontpopte zich tot een zeer actief en luidruchtig lid van de Kamer. Hij was bekend vanwege zijn welsprekendheid, maar het was er een van het hoogdravende en gezwollen soort, wat er zijn tegenstanders toe bracht hem 'de blikslager' te noemen. 
Hij werd bij de verkiezingen van juni 1884, zes weken voor zijn dood, opgevolgd door de katholiek Léon Somzée. Bij die verkiezingen werden alle liberale vertegenwoordigers van de hoofdstad weggeveegd. Zijn overlijden was het gevolg van een hevige stokslag op het hoofd die een onbekend individu hem op straat had toegebracht.
Hij was gemeenteraadslid van Sint-Joost-ten-Node van 1871 tot aan zijn dood. Een straat in deze gemeente draagt zijn naam.
Hij was ook:
- lid en achtbare meester van de vrijmetselaarsloge Les Amis Philanthropes,
- ondervoorzitter van La Libre Pensée in Brussel,
- voorzitter van de Brusselse Philharmonie,
- voorzitter van de Kring van de Zeevaartinrichtingen in Brussel.

## Publicaties
- Conférence sur l'abolition de la peine de mort, Luik, 1868.
- Propos du villageois Jean-Louis, Brussel, 1866.
- Plaidoiries dans le procès intenté aux associations ypographiques de Bruxelles du chef de coalition, Brussel, 1866.
- Discours maçonniques, 1867 en 1871.
- Conférence sur la justice, 1878.
- Les faux bilans et de leur répression, Brussel, 1879.
- La loi de 1842 sur l'enseignement primaire, Brussel, 1879.